# Mellantjärnen (Haverö socken, Medelpad)
Mellantjärnen är en sjö i Ånge kommun i Medelpad och ingår i Ljungans huvudavrinningsområde.